# Guillem Bas Borrell
Guillem Bas Borrell   (Barcelona, 3 de març de 1931), conegut com a Milano, és un antic pilot d'automobilisme català. Com a copilot de Sebastià Salvadó, el 1957 guanyà la VIII Volta a Catalunya-I Ral·li Catalunya. El 1959 fou campió de Catalunya d'automobilisme i guanyà el VII Ral·li Costa Brava.